# Junk Culture
Albums de Orchestral Manoeuvres in the Dark
Dazzle Ships
(1983) Crush
(1985)
Junk Culture est le cinquième album studio du groupe Orchestral Manoeuvres in the Dark, réalisé en 1984.
Avec cet album le style du groupe évolue et s'oriente vers une ébauche pop/rock qui n'est pas très perceptible encore car l'utilisation des synthétiseurs est toujours très marquée, malgré des tubes comme Locomotion et Tesla Girls qui marquent un nouveau style.
C'est le début de l'utilisation plus fréquente d'instruments tels que batterie acoustique, guitare, saxophone (Talking Loud and Clear).

## Liste des pistes
1. Junk Culture – 4:06
2. Tesla Girls – 3:51
3. Locomotion – 3:53
4. Apollo – 3:39
5. Never Turn Away – 3:57
6. Love and Violence – 4:40
7. Hard Day – 5:59
8. All Wrapped Up – 4:25
9. White Trash – 4:35
10. Talking Loud and Clear – 4:20